# شاهزاده هنری، دوک گلاستر
شاهزاده هنری، دوک گلاستر (انگلیسی: Prince Henry, Duke of Gloucester; ۳۱ مارس ۱۹۰۰ – ۱۰ ژوئن ۱۹۷۴) سیاستمدار، سرباز و آریستوکرات اهل بریتانیا بود. وی عضوی از خانواده سلطنتی بریتانیا بود. او سومین پسر پادشاه جورج پنجم و ملکه مری و برادر کوچکتر پادشاهان ادوارد هشتم و جورج ششم بود. او از سال ۱۹۴۵ تا ۱۹۴۷ به عنوان فرماندار کل استرالیا خدمت کرد و تنها شاهزاده‌ای بود که این سمت را بر عهده داشت.
هنری اولین پسر یک پادشاه بریتانیا بود که در مدرسه تحصیل کرد، جایی که در ورزش سرآمد بود و به کالج ایتون رفت و پس از آن در دهمین هنگ سلطنتی هوسار، هنگی که امیدوار بود فرماندهی آن را بر عهده بگیرد، به خدمت گرفته شد. با این حال، دوران نظامی او اغلب به دلیل وظایف سلطنتی قطع می‌شد و به دلیل کم‌توجهی به "سرباز گمنام" ملقب شد. در حین تیراندازی در کنیا، با بریل مارکهام، خلبان آینده، آشنا شد و با او وارد رابطه عاشقانه شد. دربار او را تحت فشار قرار داد تا به این رابطه پایان دهد، اما او مجبور شد برای جلوگیری از رسوایی عمومی، حق‌السکوت منظمی بپردازد.  در سال ۱۹۳۵، او نیز تحت فشار والدین، با لیدی آلیس مونتاگو داگلاس اسکات ازدواج کرد که از او دو پسر به نام‌های شاهزاده ویلیام و ریچارد داشت.
از سال ۱۹۳۹ تا ۱۹۴۰، هنری به عنوان افسر رابط لرد گورت در فرانسه خدمت کرد. او در طول جنگ وظایف نظامی و دیپلماتیک را انجام داد، سپس در سال ۱۹۴۵ به درخواست نخست وزیر جان کرتین به عنوان فرماندار کل استرالیا منصوب شد. این سمت در ابتدا به برادر کوچکترش، دوک کنت، که در یک سانحه هوایی درگذشت، پیشنهاد شده بود. هنری در سال ۱۹۵۳ در مراسم تاجگذاری خواهرزاده‌اش ملکه الیزابت دوم شرکت کرد و چندین سفر خارجی را انجام داد که اغلب همسرش او را همراهی می‌کرد. از سال ۱۹۶۵، او به دلیل سکته‌های مغزی متعدد ناتوان شد. پس از مرگش، تنها پسر زنده‌اش، ریچارد، به عنوان دوک گلاستر جانشین او شد.
شاهزاده هنری آخرین پسر بازمانده شاه جورج پنجم و ملکه مری بود.  بیوه او که در سن ۱۰۲ سالگی درگذشت، به مسن‌ترین عضو خانواده سلطنتی بریتانیا تبدیل شد.